# Charles Sprague (Dichter)

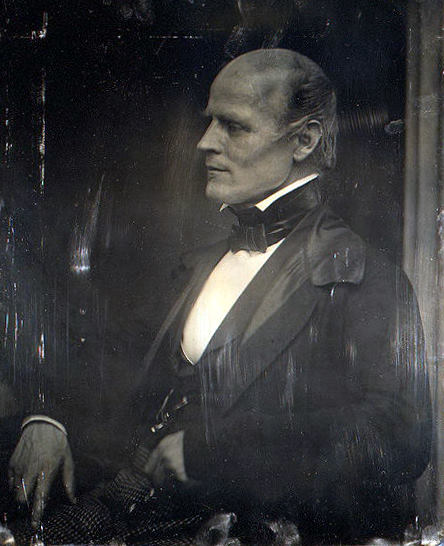
Daguerreotypie um 1850: Charles Sprague

Charles Sprague (* 26. Oktober 1791 in Boston; † 22. Januar 1875 ebenda) war ein US-amerikanischer Dichter.

## Leben
Charles’ Vater, der Bostoner Bürger Samuel Sprague, hatte auf der Bostoner Tea Party und im Amerikanischen Unabhängigkeitskrieg gegen die britischen Kolonisatoren aufbegehrt. Zu Charles’ Vorfahren zählten zudem Richard Warren (um 1578–um 1628), einer der Unterzeichner des Mayflower-Vertrages und William Sprague (1609–1675), ab 1637 in Hingham einer der ersten Pflanzer in der Massachusetts Bay Colony.
Nach einem Unfall im Jahr 1801 konnte Charles mit dem linken Auge nicht mehr sehen. Die Schulbildung erhielt der Junge in der Franklin School bei Lemuel Shaw. Ab 1804 ging Charles Sprague zu Geschäftsleuten in die Lehre und eröffnete darauf zusammen mit einem Kompagnon ein Lebensmittelgeschäft. 1819 wechselte er als Kassierer in die State Bank Boston. Von 1824 bis 1865 war er Kassierer in der Bostoner Globe Bank. Die jahrzehntelange Treue zum Unternehmen brachte ihm den Beinamen Banker Poet ein.
Charles Sprague heiratete 1814 Elizabeth Rand. Das Paar bekam vier Kinder, von denen zwei das Erwachsenenalter erreichten.

## Dichter
Die Oden Charles Spragues – an nationalen Gedenktagen, bei großen öffentlichen Festakten und Einweihungen zelebriert – wurden an der Ostküste beliebt.
Gedichtsammlung
- Writings of Charles Sprague. Now first collected. Verlag Charles S. Francis, New York 1841 (archive.org)

darin
- 1823: The Prize Ode[1]
- 1826: Fifty Years Ago[2]
- 1829: Curiosity (archive.org)[3]
- Mount Auburn[4]
- To My Cigar[5]